# Debrei Zsuzsanna
Debrei Zsuzsanna (Gyöngyös, 1971. június 20. –) magyar színésznő.

## Életpályája
Gyöngyösön született, 1971. június 20-án. Az egri Dobó István Gimnáziumban érettségizett 1989-ben. A Budapesti Operettszínház stúdiójában végzett, majd két évadot Győrben játszott. 2002-től a zalaegerszegi Hevesi Sándor Színház tagja, 2006-tól színművésze.

## Magánélete
Bot Gábor színész házastársa. Közös gyermekük Jázmin, 2009-ben született.

## Fontosabb színházi szerepei
- William Shakespeare: Rómeó és Júlia... Capuletné
- Larry L. King: Pipifarm... Pipi
- Huszka Jenő: Gül baba... Leila
- Huszka Jenő: Bob herceg... Annie
- Huszka Jenő: Mária főhadnagy... Lebstück Mária
- Huszka Jenő: Lili bárónő... Sasváry Clarisse művésznő
- Kacsóh Pongrác – Bakonyi Károly – Heltai Jenő: János vitéz... Iluska
- Claude-Michel Schönberg: Nyomorultak... Cosette
- Zerkovitz Béla – Szilágyi László: Csókos asszony... Katóka
- Johann Strauss: A cigánybáró... Arséna (Zsupán lánya)
- Terrence McNally – David Yazbek: Alul semmi... Vicki Nichols
- Kálmán Imre: Marica grófnő... Marica grófnő
- Kálmán Imre: Csárdáskirálynő... Szilvia, sanzonett
- Ábrahám Pál – Szilágyi László – Kellér Dezső: 3:1 a szerelem javára... Mira
- Eisemann Mihály – Szilágyi lászló: Én és a kisöcsém... Vadász Frici
- Szabó Magda: Régimódi történet... Charitas nővér
- Szabó Magda: Abigél... Horn Mici
- Peter Shaffer: Komédia a sötétben... Carol Melkett
- Vaszary János: A vörös bestia... Grűnné
- Pamela Lyndon Travers: Mary Poppins... Mary Poppins
- Dario Fo: Egy anarchista véletlen halála... Sportos felügyelőnő
- Galt Macdermot – Gerome Ragni – James Rado: Hair... Berger mama; Franklin mama; Börtönpszichológusnő
- Dobozy Imre – Ránki György – Garai Gábor – Vajda Anikó – Vajda Katalin: Villa Negra... Kofa
- Ken Ludwig: Botrány az operában... Diana (szoprán)
- John Kander – Fred Ebb – Bob Fosse: Chicago... Morton mama
- Lionel Bart: Olivér!... Mrs. Sowerberry
- Alfonso Paso: Mennyből a hulla... Julia
- Gádor Béla – Tasnádi István: Othello Gyulaházán... Szusits Márta (intrika)
- Egressy Zoltán: Portugál... Feleség
- Szirmai Albert – Gábor Andor: Mágnás Miska... Rolla
- Móricz Zsigmond – Kocsák Tibor – Miklós Tibor: Légy jó mindhalálig... Viola kisasszony
- Walter Bobbie – Tom Snow – Dean Pitchford: Footloose... Vivien Moore
- Richard Rodgers – Oscar Hammerstein – Howard Lindsay – Russel Crouse: A muzsika hangja... Zárdafőnökasszony
- Molnár Ferenc: A doktor úr... Szobalány
- Molnár Ferenc: Liliom... Muskátné
- Pierre-Augustin Caron de Beaumarchais: Figaro házassága... Marcelina (házvezetőnő)
- Balogh Elemér – Kerényi Imre – Rossa László: Csíksomlyói passió... Mária, Éva
- Ray Cooney: A miniszter félrelép... Pamela Willey (Richard felesége)
- Ray Cooney: Család ellen nincs orvosság... Rosemary Mortimore
- Szente Vajk – Galambos Attila – Bolba Tamás: Csoportterápia... Natasa
- Nagy Tibor – Bradányi Iván – Pozsgai Zsolt: A kölyök... Mary (ünnepelt énekesnő)
- Todd Strasser – Tasnádi István: A hullám... Dr. Szalainé Jutka (igazgató)
- Tolcsvay László – Müller Péter – Bródy János: Doctor Herz... Mutter
- Tolcsvay László – Müller Péter Sziámi – Müller Péter: Isten pénze... Mrs. Cratchit
- Turbuly Lilla: Nekünk nyolc?... Julcsi anyukája
- Hunyady Sándor – Márkus Alfréd: Lovagias ügy... Virágné
- Tim Rice – Andrew Lloyd Webber: Evita... Eva Peron
- Moravetz Levente – Balásy Szabolcs: Zrínyi 1566... Rosenberg Éva, Zrínyi felesége
- Moravetz Levente – Szolnoki Péter: Sárkányszív... Erzsébet királyné
- Claude Magnier: Oscar... Madame Barnier
- Dés László – Nemes István – Koltai Róbert – Nógrádi Gábor: Sose halunk meg... Irma
- Szakcsi Lakatos Béla – Csemer Géza: Cigánykerék... Miréna Lock, színésznő
- Moravetz Levente – Balásy Szabolcs – Horváth Krisztián: A fejedelem... Amália
- Moravetz Levente – Szolnoki Péter: Sárkányszív... Erzsébet királyné
- Böhm György – Korcsmáros György – Tolcsvay Béla – Tolcsvay László: A kőszívű ember fiai... Plankenhorst Antoinette
- Arne Sultan – Earl Barett – Ray Cooney: A feleség negyvennél kezdődik... Linda
- Bacsó Péter – Hamvai Kornél: A tanú... Úttörő 1, Primadonna
- Moravetz Levente – Bozó László: Volt egy seregünk... Harmadik énekes
- Gyárfás Miklós: Tanulmány a nőkről... Gegucz Bálintné, Jolán
- Gérard Lauzier: Ballépés jobbra... Florence Arnaud
- Rideg Sándor: Indul a bakterház... Borcsa
- Thomas Meehan – Charles Strouse: Annie, a kis árva... Lily
- Hunyady Sándor: A három sárkány... Zsófia
- Robert Thomas: Nyolc nő... Gaby, az anya

## Filmek, tv
- Majdnem eltoltam (2018)

## Díjak, elismerések
- Színházbarátok körének díja (2016), Zalaegerszeg
- Szidónia - díj (2018), Kvártélyház
- Nívódíj (2018), Hevesi Sándor Színház